# Pierre Mondan
Pierre Aimé Mondan, né le 30 janvier 1900 à Lyon et mort le 2 juin 1981 à Voiron, en Isère, est un peintre français, qui vécut et travailla tant à Paris qu'à Charavines.

## Biographie
Fils de Gabriel Mondan, docteur en médecine, et d'Amélie de Montgolfier, Pierre Mondan est le petit-fils d'Eugène Mondan, peintre valentinois (1815-1867). Il fait des études à Lyon, présentant le baccalauréat au lycée Ampère et suivant les cours d'art de Tony Tollet (1857-1953).
Après son service militaire dans les années 1920/1921, il fréquente l'Académie Julian à Paris. Il fait le portrait du peintre québécois Rodolphe Duguay (1891-1973) fin 1924/février 1925. À 32 ans, boursier de la Ville de Lyon, il devient pensionnaire à la Casa de Velázquez à Madrid en 1931/1932.
Il revient d'Espagne avec Maria de Garcia Gomez Cuesta, née en 1905, qu'il épouse en 1934. Ils s'installent à Paris au dernier étage du 22 rue Bonaparte, dans un appartement qui sert aussi d'atelier et qui sera conservé jusqu'à sa mort. Ils auront deux enfants.
Pierre Mondan devient également pensionnaire durant un été à la Fondation de Lourmarin Laurent-Vibert (installée au Château de Lourmarin), ainsi qu'à l'Institut à la Maison de France à Londres en 1935/1936. Il se lie d'amitié avec René Cottet (1902-1992), peintre et graveur. Pierre Mondan l'a peint en train de travailler.
Pierre Mondan reçoit plusieurs commandes de l'État, notamment des copies pour différents musées français (Versailles, Luxembourg, Strasbourg...) mais aussi se voit acheter des œuvres qui se trouvent actuellement dans les collections publiques. Parallèlement, il enseigne comme professeur de dessin aux Écoles de la Ville de Paris et donne également des cours privés dans son atelier. Il recommande à ses élèves de partir du réel sans chercher à copier.
Il expose régulièrement, d'abord à Paris, au Salon d'Automne, au Salon de la Nationale des Beaux arts et aux Indépendants, mais également lors d'expositions personnelles notamment Galerie Durand Ruel en 1956, Galerie des Capucins en 1961 et 1964. En province, il expose à Lyon (Salon d'automne en 1936 ou Galerie des Jacobins), régulièrement à Annonay, à Limoges (Galerie Faure en 1946) et enfin à Charavines où Pierre Mondan avait au bout du lac un cabanon-atelier (expositions chez son ami Georges Charton, propriétaire de l'Hôtel de la Poste).
Il est fait Chevalier de la Légion d'honneur en 1957[réf. nécessaire].
L'œuvre de Pierre Mondan est l'invitée d'honneur du 13e Salon de peinture et sculpture de Charavines en novembre 1998. 

## Œuvres
Collections publiques
- Musée Clemenceau copie du portrait de Clemenceau au cirque Fernando par Raffaeli
- Musée des Beaux Arts de Lyon
- Préfecture de Hte Savoie-Annecy
- Sous Préfecture Romorantin
- Mairie Lacroix-Barrez
- Mairie de Quesnoy

Collection privée
- Mairie de Charavines : La sortie de l'école un jour de neige